# 庲降都督
庲降都督，是三国蜀汉管理南中（今大渡河以南的四川省、云南省、贵州省）的行政长官。

## 簡述
“庲降” 有招徕、降服之意。建安十九年（214年），刘备平蜀，在南中诸郡设庲降都督，以安远将军、南郡人邓方以朱提郡太守、庲降都督。庲降都督治南昌县（今云南省镇雄县），蜀汉建立后，改治平夷县（治今贵州省毕节市）。延熙中，徙治味县（治今云南省曲靖市），领朱提郡（治今云南省昭通市）、越巂郡（治今四川省西昌市）、建宁郡（治今云南省曲靖市）、牂牁郡（治今贵州省黄平县）、永昌郡（治今云南省保山市）、兴古郡（治今云南省丘北县）、云南郡（治今云南省祥云县）七郡，共61县。建制仍属益州。庲降都督与江州都督（驻今重庆市）、永安都守（驻今奉节县白帝城）、汉中都督（驻今汉中市）为蜀汉常置的四个镇戍都督。西晋统一后，在庲降都督故地设置宁州。

## 历任都督
- 邓方 215-221
- 李恢 221-231
- 张翼 231-233
- 马忠 233-249
- 张表 249-？
- 阎宇 ？-258
- 霍弋 258-263 （霍弋未實領庲降都督一職，以安南將軍兼建寧太守統南中，直至蜀漢滅亡[1]）

1. ↑   . 维基文库 （中文）.